# Hypselodoris obscura
Hypselodoris obscura (Stimpson, 1855) è un mollusco nudibranchio della famiglia Chromodorididae..

## Biologia
Si nutre di spugne del genere Dysidea (Dysideidae).